# Schloss Rheinweiler

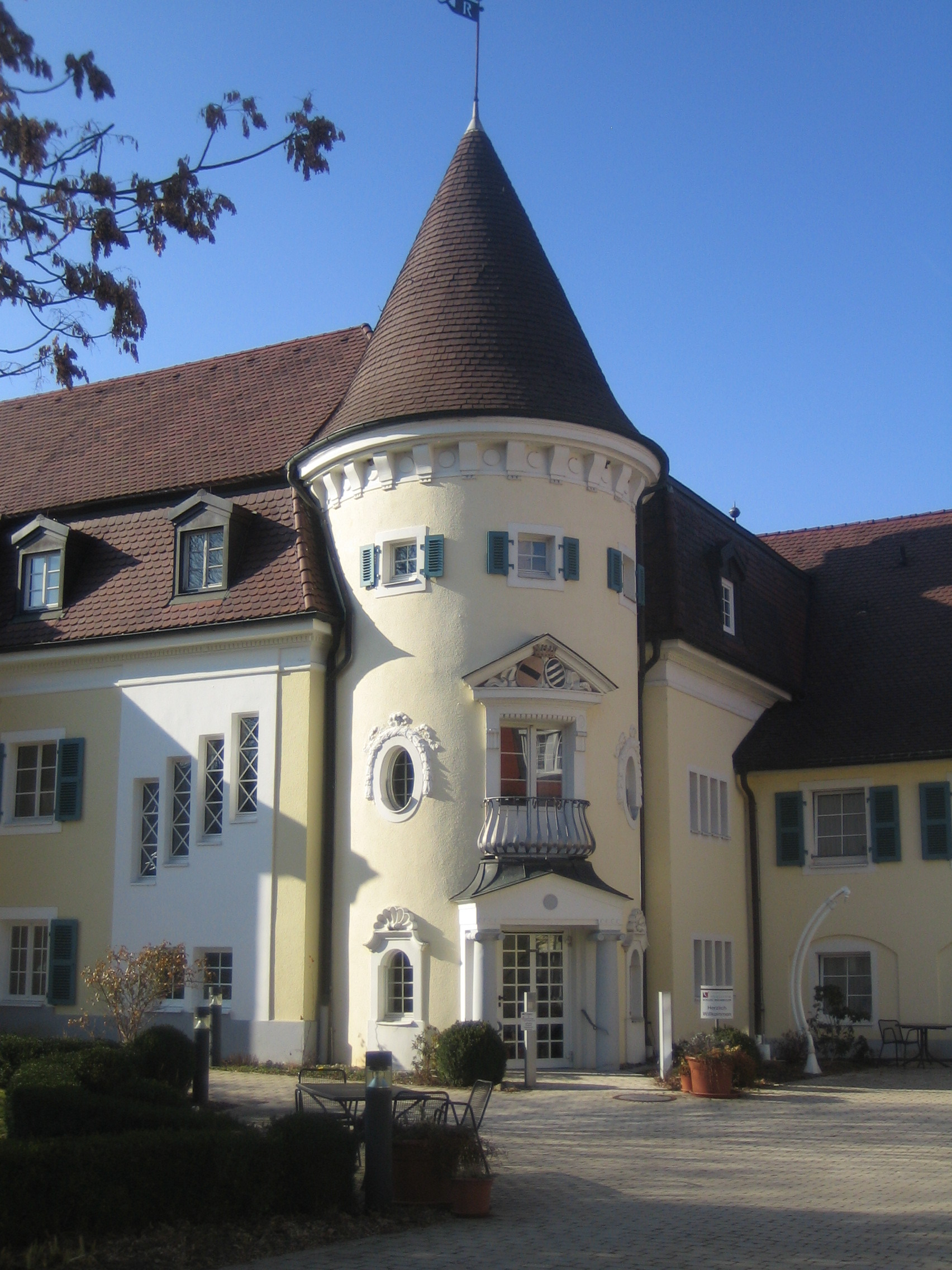
Schloss Rheinweiler

Schloss Rheinweiler ist ein um 1715 im heutigen Bad Bellinger Ortsteil Rheinweiler durch die Freiherren von Rotberg erbautes Schloss, das heute ein Pflegeheim des Landkreises Lörrach beherbergt.

## Lage
Das Schloss liegt auf dem Hochgestade des Rheins im Norden des Bad Bellinger Ortsteils Rheinweiler. Direkt unterhalb der Terrasse verlaufen die Bundesautobahn A5 und der Altrhein, der hier durch den Rheinseitenkanal entstanden ist. Im Talweg des Altrheins verläuft die deutsch-französische Grenze. Im Nordosten liegt der Hauptort Bad-Bellingen sowie dessen Ortsteil Bamlach und westlich des Rheins die französische Gemeinde Petit-Landau. Im Westen liegt jenseits des Rheins die französische Gemeinde Niffer. Südlich von Rheinweiler befinden sich die zur Gemeinde Efringen-Kirchen gehörigen Ortsteile Kleinkems und Blansingen.

## Geschichte
Bereits 1417 erwarb Hans Ludemann von Rotberg die Hälfte des Reichslehens Bamlach und Rheinweiler und 1434 erwarb Bernhard von Rotberg auch die andere Hälfte. Zum Reichslehen gehörte auch ein Schloss in Rheinweiler. „Das alte Schloß, welches zum Reichslehen gehörte, lag in Rheinweiler an der Straße; es bestund aus Wohnhaus, Kapelle, Wirtschaftsgebäude, Kraut- und Baumgarten, und war mit Mauer und Graben umzogen.“
Über die weitere bauliche Entwicklung dieses Schlosses gibt es keine sichere Nachricht. Nachdem die Familie von Rotberg 1516 ihren bisherigen Stammsitz, Burg Rotberg, an die Stadt Solothurn verkaufte und ihren Hauptsitz nach Rheinweiler verlegte, hatte dies wohl auch Auswirkungen auf den Bau.
Im Holländischen Krieg wurde das alte Schloss 1676 von den Franzosen zerstört. Es wurde nicht wieder aufgebaut. Vermutlich 1715 ließ die Familie von Rotberg an der Stelle des heutigen Schlosses ein Wohn- und ein Wirtschaftsgebäude errichten. Am 17. September 1793 versuchte die französische Revolutionsarmee unterhalb des Schlosses den Rhein zu überqueren und wurde im Gefecht bei Rheinweiler zurückgeschlagen.

Innenhof mit rechtem Seitenflügel; Über dem alten Hauptportal im runden Turmbau ist das Ehewappen Rotberg-Gilsa zu sehen.

Durch Verheerungen und Einquartierungen im Zusammenhang mit den Feldzügen Napoléon Bonapartes war das Schlossgut Rheinweiler zu Beginn des 19. Jahrhunderts außerordentlich verschuldet. Die Not wurde zur kaum noch tragbaren Last, als 1813 der Schloss- und Grundherr, Friedrich August Freiherr von Rotberg starb und seine Frau, Pauline geb. Freiin Waldner von Freundstein, mit neun Kindern allein um den Erhalt des Familienbesitzes kämpfen musste. Die Rettung kam durch die Heirat des Generals Graf Johann von Rapp (Adjutant von Napoleons und Pair von Frankreich) am 12. Januar 1816 mit der Tochter des 1813 verstorbenen Schlossherrn, Albertine Charlotte Freiin von Rotberg. Rapp übernahm am 9. August 1817 das Schlossgut, wodurch es der Familie erhalten blieb.
1908 ließ die Familie Rotberg das Schloss durch den bekannten Münchner Architekten Ernst Haiger umgestalten. Die beiden getrennt stehenden Gebäude wurden durch den „runden“ Zwischenbau miteinander verbunden. Die Stallungen wurden zu Wohnräumen umgenutzt, ein Festsaal und eine Veranda wurden angefügt. Das Schloss war 1901 bei der Aufnahme der Kulturdenkmäler im Großherzogtum Baden als „einfacher Bau des 17. Jh.“ eingestuft worden. Durch die Umgestaltung entstand ein Schmuckstück im Stil des Neobarock.

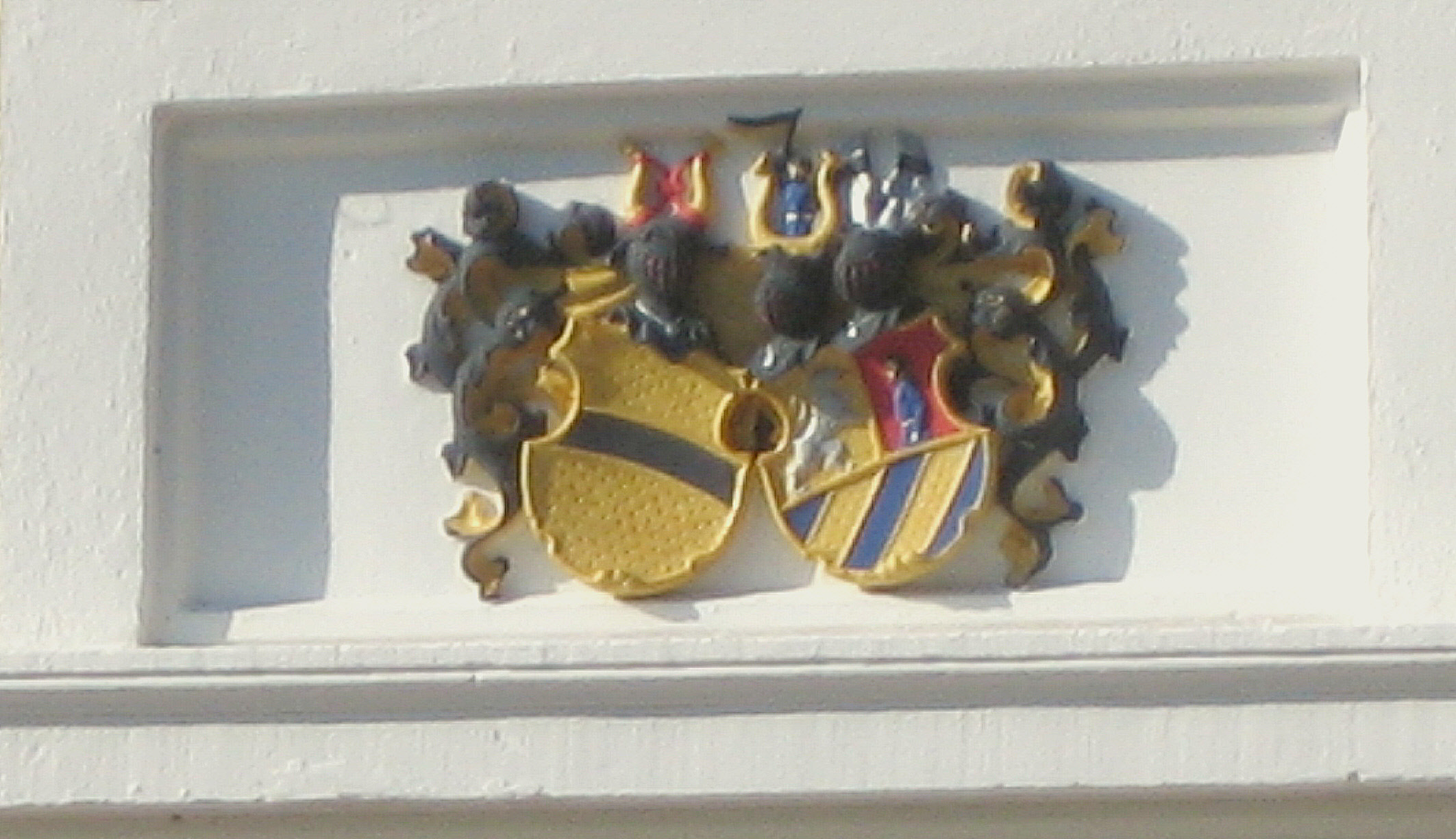
Vereinigungswappen über dem heutigen Haupteingang von Schloss Rheinweiler von Karl Theodor Freiherr von Rotberg(-Rheinweiler) (1793–1876) und Octavia Freiin von Lotzbeck auf Weyhern (1811–1883)
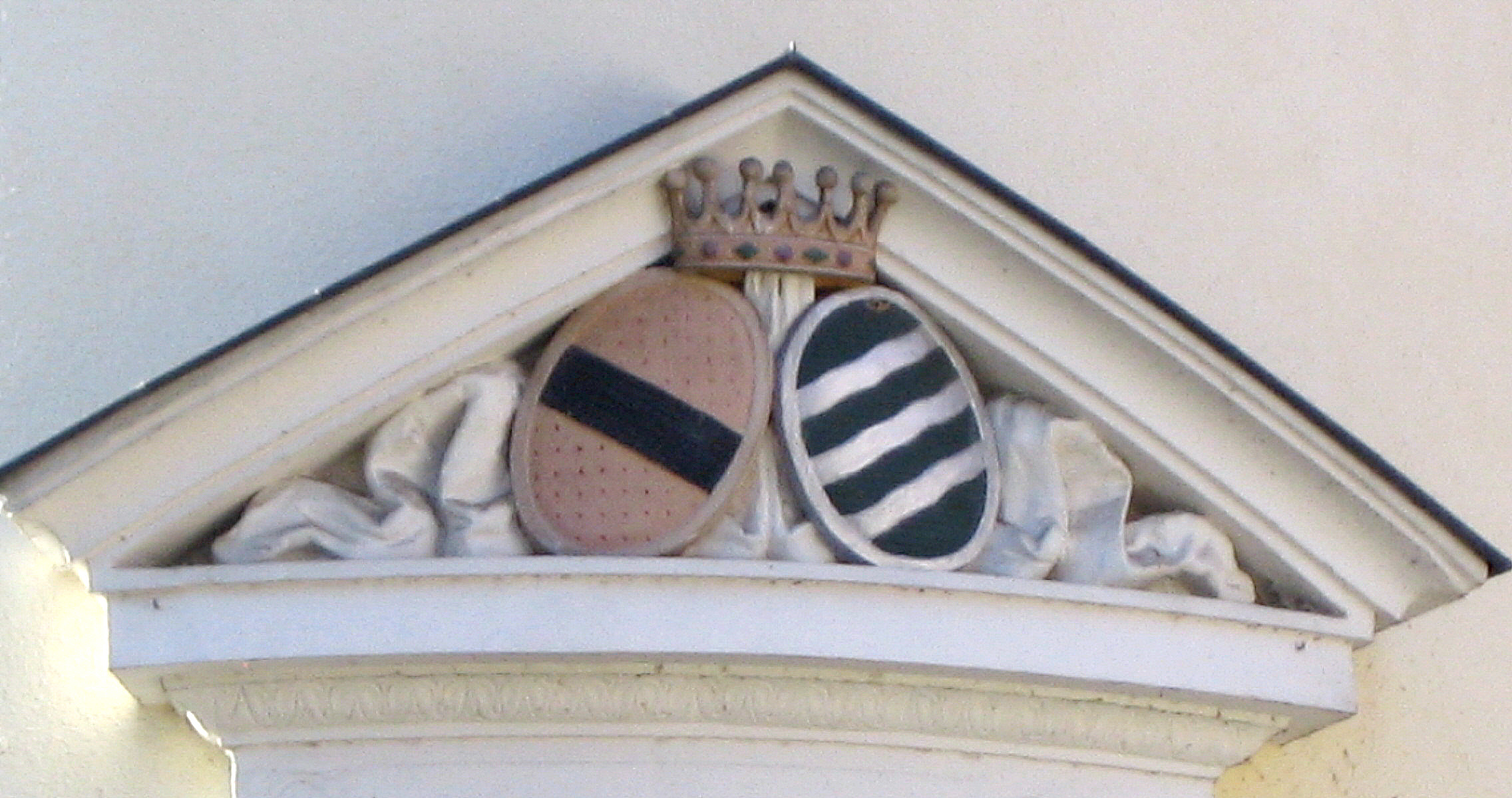
Vereinigungswappen über dem Eingang im Rundturm von Schloss Rheinweiler von Theodor Richard Konstantin Kurt Freiherr von Rotberg (Linie Rheinweiler) und Margaretha Freiin von und zu Gilsa

## Heutige Nutzung

Schloss Rheinweiler 1978

Am 24. April 1928 erwarb der Landkreis Lörrach von der Familie Rotberg das Schloss Rheinweiler und baute es zu einem Pflegeheim um, das dann am 15. September 1928 eröffnet wurde. Im Zweiten Weltkrieg wurde das Pflegeheim 1940 evakuiert und erlitt durch Artilleriebeschuss schwere Schäden. Nachdem die Heimbewohner zu Beginn des Jahres 1944 zurückgekehrt waren, wurden sie im November des Jahres nochmals evakuiert. 1945 konnten sie wieder in die beschädigten Gebäude zurückkehren, aber erst 1951 wurden Dach und Fassade erneuert und das zerstörte Nebengebäude wieder aufgebaut. In den Jahren 1965, 1974–1978 und 1998–1999 erfolgten Sanierungen und Umbauten an den Baulichkeiten.
Das Heim wird zusammen mit den Pflegeheimen in Weil am Rhein und Wiechs als Eigenbetrieb des Landkreises geführt und bietet in fünf kleinen Wohneinheiten 65 Pflegeplätze sowie 11 Tagespflegeplätze.